# Bao Jingyan
Bao Jingyan, también romanizado como Pao Ching-yen (En chino: 鮑敬言) fue un filósofo chino del periodo de la dinastía Jin oriental (317–420 d. C.), conocido por sus ideas protoanarquistas y su rechazo a las estructuras de poder jerárquicas. Aunque los detalles sobre su vida son escasos, su nombre está vinculado a un ensayo incluido en la obra Baopuzi del taoísta Ge Hong, donde expone una crítica radical a la autoridad y a las instituciones sociales. Su pensamiento ha sido reconocido como una de las primeras expresiones de ideas anarquistas en la historia del pensamiento chino.

## Pensamiento
Bao Jingyan desarrolló su filosofía en el contexto de una China profundamente influenciada por el taoísmo, el confucianismo y el budismo. Sus ideas estaban profundamente arraigadas en el taoísmo, particularmente en la búsqueda de la armonía con el Tao (“el camino” o la fuerza natural del universo).
En su obra, Bao argumenta que la desigualdad, la opresión y el sufrimiento humano son el resultado de sistemas sociales y políticos impuestos artificialmente, los cuales distorsionan el orden natural. En contraste con el pensamiento confuciano, que defiende una sociedad ordenada y jerárquica, Bao Jingyan sostiene que los seres humanos vivirían en mayor libertad y armonía si se abolieran estas estructuras jerárquicas.
Uno de sus argumentos centrales es que las jerarquías sociales y políticas no son inherentes a la naturaleza humana, sino que se imponen para beneficiar a unos pocos en detrimento de la mayoría. Inspirado en el pensamiento taoísta, su filosofía propugna una vida sencilla y sin artificios, acorde con el Tao.

## Obra principal
La obra más conocida de Bao Jingyan es el ensayo titulado “Discursos sobre la Igualdad”, el cual aparece citado en el Baopuzi (“El Maestro que Abraza la Simplicidad”), escrito por Ge Hong. Aunque la autoría exacta de algunos fragmentos aún genera debate entre los estudiosos, este texto es una de las pocas fuentes que arrojan luz sobre sus ideas.
En este ensayo, Bao aboga por un retorno a un estado de naturaleza donde no existan gobernantes ni gobernados, y critica abiertamente la imposición de normas y leyes como herramientas de dominación.

## Influencia y legado
El pensamiento de Bao Jingyan tuvo un impacto limitado en su época debido al predominio de otras corrientes filosóficas, como el confucianismo. Sin embargo, su obra ha despertado el interés de estudiosos modernos, quienes lo consideran un precursor de las ideas anarquistas.
Su filosofía se vincula a la corriente del taoísmo filosófico, y sus críticas a la autoridad han sido comparadas con las ideas anarquistas desarrolladas en Occidente siglos más tarde. Algunos académicos también lo consideran una figura clave para entender las tensiones entre el pensamiento político autoritario y libertario en la tradición china.